# Vie de Samuel Belet
Vie de Samuel Belet est un roman de Charles-Ferdinand Ramuz publié en 1913.

## Historique
Vie de Samuel Belet est un roman de Charles-Ferdinand Ramuz (1878 † 1947), publié de décembre 1912 à avril 1913 dans la Bibliothèque universelle et Revue suisse.

Après Aimé Pache, Ramuz écrit un nouveau roman de formation en choisissant cette fois pour héros un paysan et artisan. Comme lui, Samuel Belet montera à Paris et reviendra plus tard dans son pays.

## Résumé
À la mort de sa mère, Samuel Belet doit travailler comme garçon de ferme chez Barbaz, un riche paysan. Le dimanche, avec M. Loup, il continue d'étudier et trouve bientôt une place de clerc de notaire. Après l'échec de sa relation amoureuse avec Mélanie, il s'enfuit et part pour l'arrière-pays où il se place comme domestique dans différentes fermes. À la suite de son aventure avec Adèle, il passe en Savoie.

Pendant sept ans, il va vivre en France. Après la Savoie où il apprend le métier de charpentier, il monte à Paris avec Duborgel, un compagnon anarchiste. Chassé par la guerre de 1870, il rentre en Suisse et travaille à Vevey dans une scierie. Il prend pension chez Mme Chabloz, une veuve mère d'un jeune Henri. Il l'épouse et les affaires allant bien, achète une maison sur les hauts de Vevey. Mais la mort successive de Louise et Henri le pousse à retourner dans son village natal.

Au bord du lac, le père Pinget accepte qu'il s'installe avec lui pour apprendre le métier de pêcheur. Après sa mort, il prend John comme aide et « il ne lui reste qu'à attendre et vivre de son mieux jusqu'au terme fixé ».

## Éditions en français
- Vie de Samuel Belet, publié en cinq livraisons par la Bibliothèque universelle et Revue suisse de décembre 1912 à avril 1913, à Lausanne.
- Vie de Samuel Belet, volume publié en mai 1913 chez Paul Ollendorff à Paris et chez Payot, à Lausanne.
- Vie de Samuel Belet, Réédition aux Éditions Plaisir de Lire en 2006.